# ジョイメイト
株式会社ジョイメイトは、徳島県徳島市に本社を置くパソコンショップチェーンを展開する日本の企業。

## 沿革
- 1989年 - 創業。
- 1989年 - 有限会社コンピュータージョイ設立。
- 1991年 - 株式会社ジョイメイトに組織変更。
- 1995年 - 徳島店店舗拡張、徳島バイパス店へ移転。
- 1997年 - 徳島本部移転。
- 1999年 - 徳島バイパス店拡張。
- 2000年 - 北島店開店。
- 2009年 - 法人事業部設立。
- 2015年 - 北島店から松茂店へ移転。

## 営業所
2011年1月現在。
法人事業部
- 〒770-8052 徳島市沖浜1丁目9番2号

徳島バイパス店
- 〒770-8052 徳島市沖浜1丁目9番2号

松茂店
- 〒771-0219 徳島県板野郡松茂町笹木野字八北開拓45-2